# Distretto di Llama (Ancash)
Il distretto di Llama è un distretto del Perù nella provincia di Mariscal Luzuriaga (regione di Ancash) con 1.392 abitanti al censimento 2007 dei quali 175 urbani e 1.217 rurali.
È stato istituito il 22 novembre 1905.